# Народне скупштине Црне Горе
Народна скупштина као установа обичајног права постојала је y Црној Гори још од првих почетака њеног независног живота. Као што је Србија y времену пре првог устанка имала своје кнежинске скупштине, као установу локалне аутономије, тако су и црногорска племена имала своје скупштине, своје саборе или свеопште зборове, вијећа и „гувна", која су решавала о по јединим племенским питањима. Господари Црне Горе, како они из времена када су владике и сенат представљале врховну власт y земљи, тако и они из познијег времена када господари Црне Горе нису била духовна лица, сазивали су народне скупштине и зборове на којима су главни представници црногорских и брдских племена износили своје жеље и потребе и доносили закључке који су били обавезни за сва племена.
Te главарске скупштине и сабори састајали су се обично на Цетињу, код манастира, или y Стањевићима, где се такође налазила владичанска резиденција. Тако је за време митрополита из разних племена y току 1496—1697 одржано неколико таквих скупштина, па о њима постоји и нешто оскудних података. Скупштине и сабори састајали су се чешће током 17 и 18 века, и о њима има знатно више података. Такве скупштине одржаване су 1789, 1796, 1798, 1803, 1868. и 1879. године, и оне су y историји Црне Горе имале несумњиво већи значај. Но сем тога од старина је постојао обичај да се племенски прваци сваке године између Божића и Нове године састану на Цетињу да, y прво време с владиком a доцније с Кнезом, проведу празнике и одрже неколико заједничких састанака y циљу договора о раду y току следеће године.
На скупштини која је одржана y другој половини месеца јуна 1796, утврђена је „Стега", први црногорски законик, чија је важност протегнута на сва црногорска племена која су преко својих првака била заступљена на скупштини. „Стега" се појављује као први значајнији резултат настојања Владике Петра да y односе племена црногорских унесе више реда и организације, a њом су регулисани и узајамни њихови односи за случај ратовања с Турцима и y питању гоњења издајника. На скупштини која је одржана две године доцније, y другој половини октобра 1798, донесен је „Законик општи црногорски и брдски" (18. октобар 1798) којим су све одредбе „Стеге" остале и даље y важности, и она је поново била потврђена чланом првим новога законика.

## Поједине скупштине

### Скупштине пре уставног периода
- Главарска скупштина 1879.

### Никољданска скупштина и Народне скупштине у време Устава 1905. (1905–1916)
| Изб- -ори    | Скупштине                                                              | Период                             | Предсједник         | Потпредсједници                                                                                             | Секретари                                        |
| ------------ | ---------------------------------------------------------------------- | ---------------------------------- | ------------------- | --- | ------------------------------------------------ |
| 1905.        | Никољданска скупштина 1905.                                            | децембра 1905.                     | Шако Петровић Његош | |                                                  |
| 1906.        | Редовни сазив Народне скупштине Књажевине Црне Горе 1906.              | 18. октобра 1906. − 26. јуна 1907. | Шако Петровић Његош | |                                                  |
| 1907.        | Редовни сазив Народне скупштине Књажевине Црне Горе 1907.              | 8. новембра 1907. −                | Лабуд Гојнић        | Мирослав Николић                                                                                            | Милутин Татар и Крсто Поповић (парох подгорички) |
| 1907.        | Ванредни сазив Народне скупштине Књажевине Црне Горе 1908.             |                                    | Лабуд Гојнић        | Мирослав Николић                                                                                            | поп Крсто Поповић и Филип М. Протић              |
| 1907.        | Редовни сазив Народне скупштине Књажевине Црне Горе 1908.              |                                    | Марко Ђукановић     | Мирослав Николић                                                                                            | Сава Драговић и Душан Петровић                   |
| 1907.        | Ванредни сазив Народне скупштине Књажевине Црне Горе 1909.             | од 1. јуна 1909.                   |                     | |                                                  |
| 1907.        | Редовни сазив Народне скупштине Књажевине Црне Горе 1909.              |                                    |                     | |                                                  |
| 1907.        | Ванредни сазив Народне скупштине Књажевине и Краљевине Црне Горе 1910. |                                    | Марко Ђукановић     | Мило Дожић                                                                                                  | Сава Драговић и Душан Петровић                   |
| 1907.        |                                                                        | од 18. новембра 1910.              | Мило Дожић          | Ј. Милић | Сава Драговић и Душан Петровић                   |
| 1911.        | Редовни сазив                                                          | од 18. новембра 1911.              | Јован С. Пламенац   | Шћепо Мартиновић                                                                                            | Сава Драговић и Алекса Чукић                     |
| 1911.        |                                                                        |                                    |                     | |                                                  |
| 1913. (1914) | Редовни сазив Народне скупштине Краљевине Црне Горе 1914.              | од 27. јануара 1914.               | Мило Дожић          | Гаврило Церовић, кад је Гаврило Церовић постао министар потпредсједник скупштине је постао Михаило Ивановић | Коста Поповић и Мита Павићевић                   |
| 1913. (1914) |                                                                        |                                    |                     | |                                                  |
| 1913. (1914) | Ванредни сазив                                                         | од 12. децембра 1915.              | Мило Дожић          | П. Пламенац                                                                                                 | К. Поповић и Ј. Поповић                          |

Напомена: датуми по старом календару.

### Велика народна скупштина Српског народа у Црној Гори (1918–1919)
| Изб- -ори | Скупштине            | Период                             | Предсједник  | Потпредсједници               | Секретари |
| --------- | -------------------- | ---------------------------------- | ------------ | ----------------------------- | --------- |
| 1918.     | Подгоричка скупштина | од новембра 1918. до јануара 1919. | Саво Церовић | Лазар Дамјановић и Саво Фатић |           |

### Скупштине произашле из времена Другог светског рата (1941–1946)
| Скупштине                                                                                       | Период                   | Место   | Предсједник              | Потпредсједници |
| ----------------------------------------------------------------------------------------------- | ------------------------ | ------- | ------------------------ | --------------- |
| Петровдански сабор                                                                              | јула 1941.               | Цетиње  |                          |                 |
| Прво заседање ЗАВНО Црне Горе и Боке                                                            | 15. и 16. новембра 1943. | Колашин | Нико Миљанић             | Божо Љумовић    |
| Друго заседање ЗАВНО Црне Горе и Боке                                                           | 16. фебруара 1944.       | Колашин | Нико Миљанић             |                 |
| Треће заседање ЗАВНО Црне Горе и Боке и Црногорске антифашистичке скупштине народног ослобођења | 13. до 15. јула 1944.    | Колашин | Нико Миљанић             | Божо Љумовић    |
| Четврто заседање                                                                                | априла 1945.             | Цетиње  | Нико Миљанић             |                 |
|                                                                                                 |                          |         | Милош Рашовић 1945-1946. |                 |

### Усатвотворна скупштина 1946. и Скупштине у време комунистичких Устава (1946–1992)
| Изб- -ори                                                   | Скупштина                                                                               | Период      | Предсједници |
| ----------------------------------------------------------- | --------------------------------------------------------------------------------------- | ----------- | --- |
| 1946.                                                       | Уставотворна скупштина, наставила мандат као Народна скупштина до сљедећих избора 1950. |             | Петар Комненић 1946-1949. Ђуро Чагоровић Никола Ковачевић Блажо Јовановић Филип Бајковић Андро Мугоша Вељко Милатовић Видоје Жарковић Будислав Шошкић Радивоје Брајовић Милутин Тањевић Омер Курпејовић Чедомир Ђурановић Марко Марковћ Велисав Вукасановић Драган Радоњић |
| 1950. 1953. 1958. 1963. 1969. 1974. 1978. 1982. 1986. 1989. |                                                                                         |             | Петар Комненић 1946-1949. Ђуро Чагоровић Никола Ковачевић Блажо Јовановић Филип Бајковић Андро Мугоша Вељко Милатовић Видоје Жарковић Будислав Шошкић Радивоје Брајовић Милутин Тањевић Омер Курпејовић Чедомир Ђурановић Марко Марковћ Велисав Вукасановић Драган Радоњић |
| 1990.                                                       |                                                                                         | 1990 — 1992 | Ристо Вукчевић |

### Скупштине у време Устава 1992. и Устава 2007. (1992–2017)
| Изб- -ори | Период      | Предсједник                                              |
| --------- | ----------- | -------------------------------------------------------- |
| 1992.     | 1993 — 1996 | Ристо Вукчевић до 1994, од 1994: Светозар Маровић        |
| 1996.     | 1996 — 1998 | Светозар Маровић                                         |
| 1998.     | 1998 — 2001 | Светозар Маровић                                         |
| 2001.     | 2001 — 2002 | Весна Перовић                                            |
| 2002.     | 2002 — 2006 | Филип Вујановић до 2003, од 2003: Ранко Кривокапић       |
| 2006.     | 2006 — 2009 | Ранко Кривокапић                                         |
| 2009.     | 2009 — 2012 | Ранко Кривокапић                                         |
| 2012.     | 2012 — 2016 | Ранко Кривокапић до 2016, од 2. јуна 2016: Дарко Пајовић |
| 2016.     | од 2016.    | Иван Брајовић                                            |